# Transport kolejowy w Azerbejdżanie

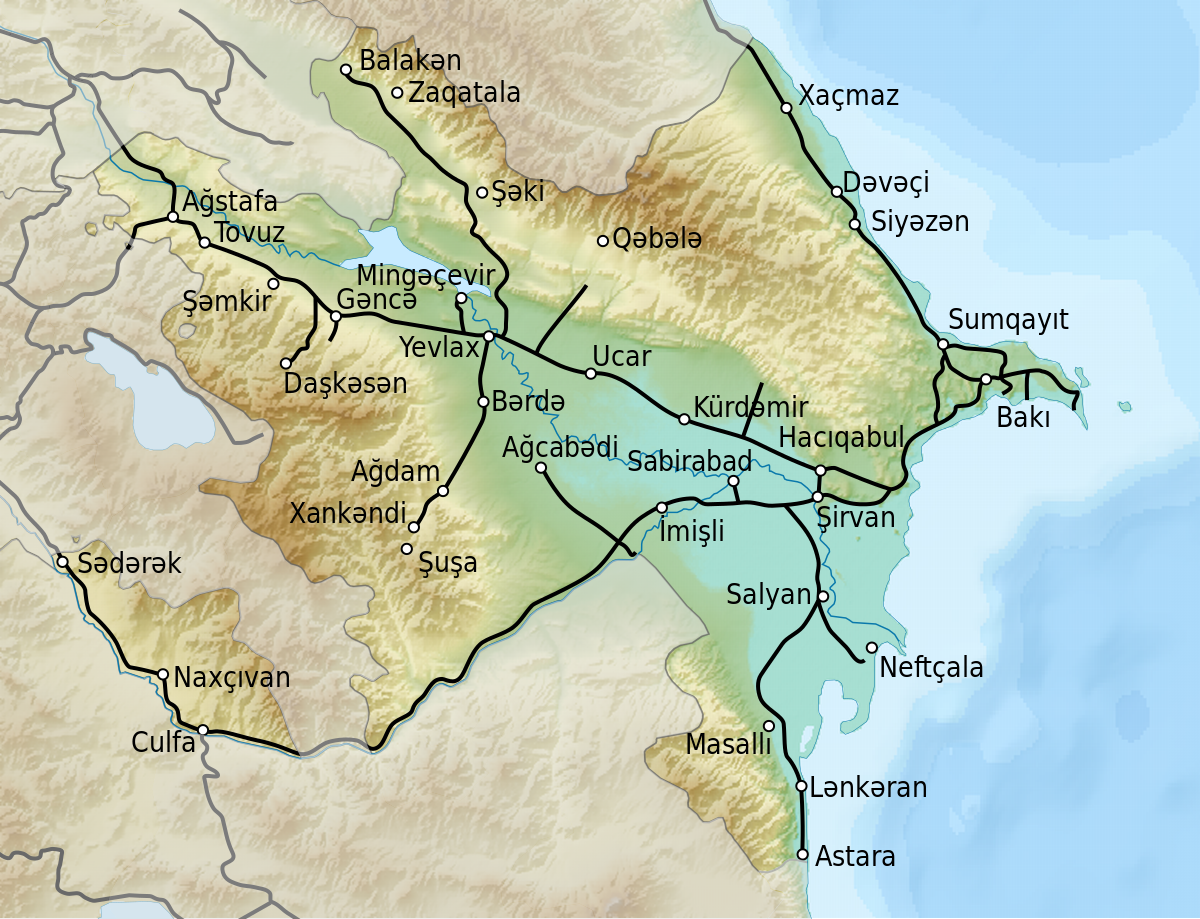
Mapa azerskiej sieci kolejowej

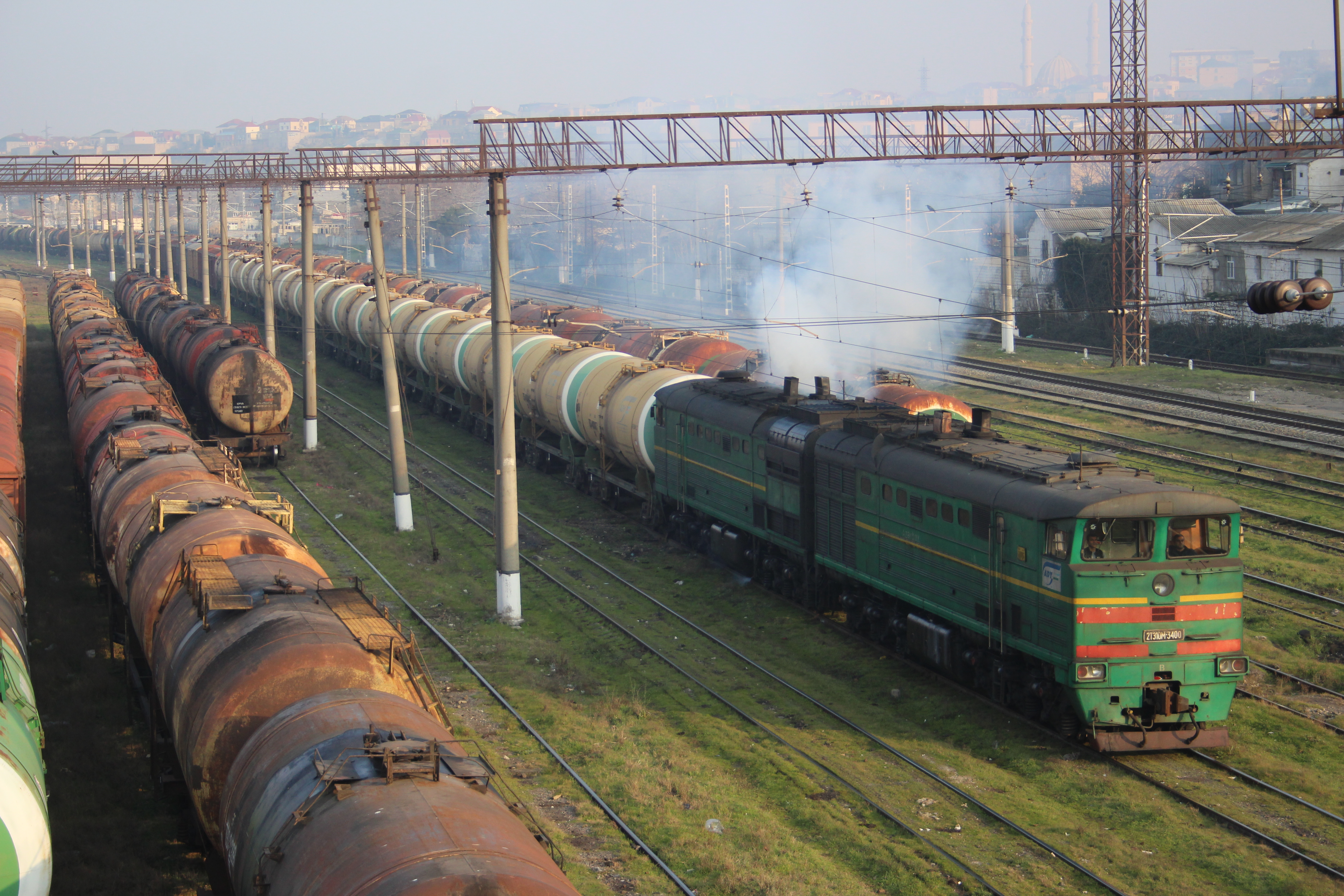
Azerski pociąg towarowy niedaleko Baku

Transport kolejowy w Azerbejdżanie – system transportu kolejowego działający na terenie Azerbejdżanu.
W Azerbejdżanie istnieje 2944,3 km linii kolejowych z czego ok. 1767 km jest zelektryfikowanych. Linie mają szeroki rosyjski rozstaw szyn – 1520 mm. Narodowy przewoźnik to Azərbaycan Dəmir Yolları (Koleje Azerskie).